# Монастир Каракал
40°13′26″ пн. ш. 24°18′30″ сх. д. / 40.22389° пн. ш. 24.30833° сх. д.
Монастир Каракал (грец. Μονή Καρακάλου) — грецький чоловічий православний монастир на Святій горі Афон, займає в святогірській ієрархії одинадцяте місце. Розташований на південно-східному узбережжі півострова Айон-Орос, між монастирями Велика Лавра та Івірон.

## Історія
Монастир Каракал заснований в 11 столітті, в 13 столітті через франкську окупацію Афону практично повністю спустів. Відновлено обитель тільки в добу правління імператора Андроніка II Палеолога за участю Константинопольського Патріарха Афанасія, потім за візантійського імператора Іоанна V Палеолога. Однак пізніше повністю розграбований. У черговий раз монастир відновлено волоським господарем Петром Іоанном з дозволу султана Сулеймана. Наприкінці життя Петро Іоанн сам прийняв постриг у монастирі Каракал.
Католікон монастиря побудований в 16 столітті і освячений в ім'я Першоверховних апостолів Петра і Павла. Відома також, так звана, Петрова башта 16 століття — найбільша вежа Афону. Крім того, діють каплиці: Преображення Господнього, Успіння Пресвятої Богородиці, святих пророка Іллі, великомученика Георгія, святителя Миколи, великомученика Пантелеймона. Поза монастирем 24 церкви.

## Реліквії
Серед найцінніших реліквій монастиря — глава апостола Варфоломія, частка Животворящого Хреста; глава і частина від плеча святого великомученика Меркурія; частина від ноги святого Іоанн Милостивого; дві частинки святого Іоанна Предтечі Господнього; частина від ліктя священномученика Харалампія; частинки ніг святого мученика Ореста і святого Аверкія Ієрапольського.

## Ігумени
- Філофей (з 1986)